# Ana Plasencia
Ana Plasencia (* 19. August 1974 in Frankfurt am Main) ist eine deutsche Journalistin und Moderatorin.

## Leben
Aufgewachsen ist sie auf der Kanarischen Insel Teneriffa. Ihre Schulzeit verbrachte sie auf der deutschen Schule in Santa Cruz de Tenerife. Dort machte sie auch ihr deutsches und spanisches Abitur. 1992 kam sie nach Berlin, um an der Freien Universität Publizistik und Kommunikationswissenschaften zu studieren.
Im Jahr 1997 begann Plasencia ihre Tätigkeit als Wettermoderatorin bei DW-TV, wo sie kurz danach zur spanischsprachigen Nachrichtensendung Journal wechselte. Ab dem Jahr 2000 moderierte sie bei DW-TV die Wirtschaftsnachrichten. Außerdem moderierte sie das Wetter bei N24. Bei DW moderiert Plasencia inzwischen auch die Sendung Global 3000 sowohl in einer deutschen als auch in der spanischsprachigen Fassung. Nach dem Relaunch von DW-TV, das jetzt nur noch als DW firmiert, wechselte Plasencia im Journal von den Wirtschaftsnachrichten zu den Nachrichten als Anchor.
Seit 2006 moderiert Plasencia jeden Dienstag die Sendung Umschau des MDR in Leipzig, die auch auf tagesschau24 ausgestrahlt wird.
Im Februar 2024 wurde bekannt, dass sie mit dem Moderator Peter Imhof liiert ist.